# Noorderbegraafplaats (Groningen)

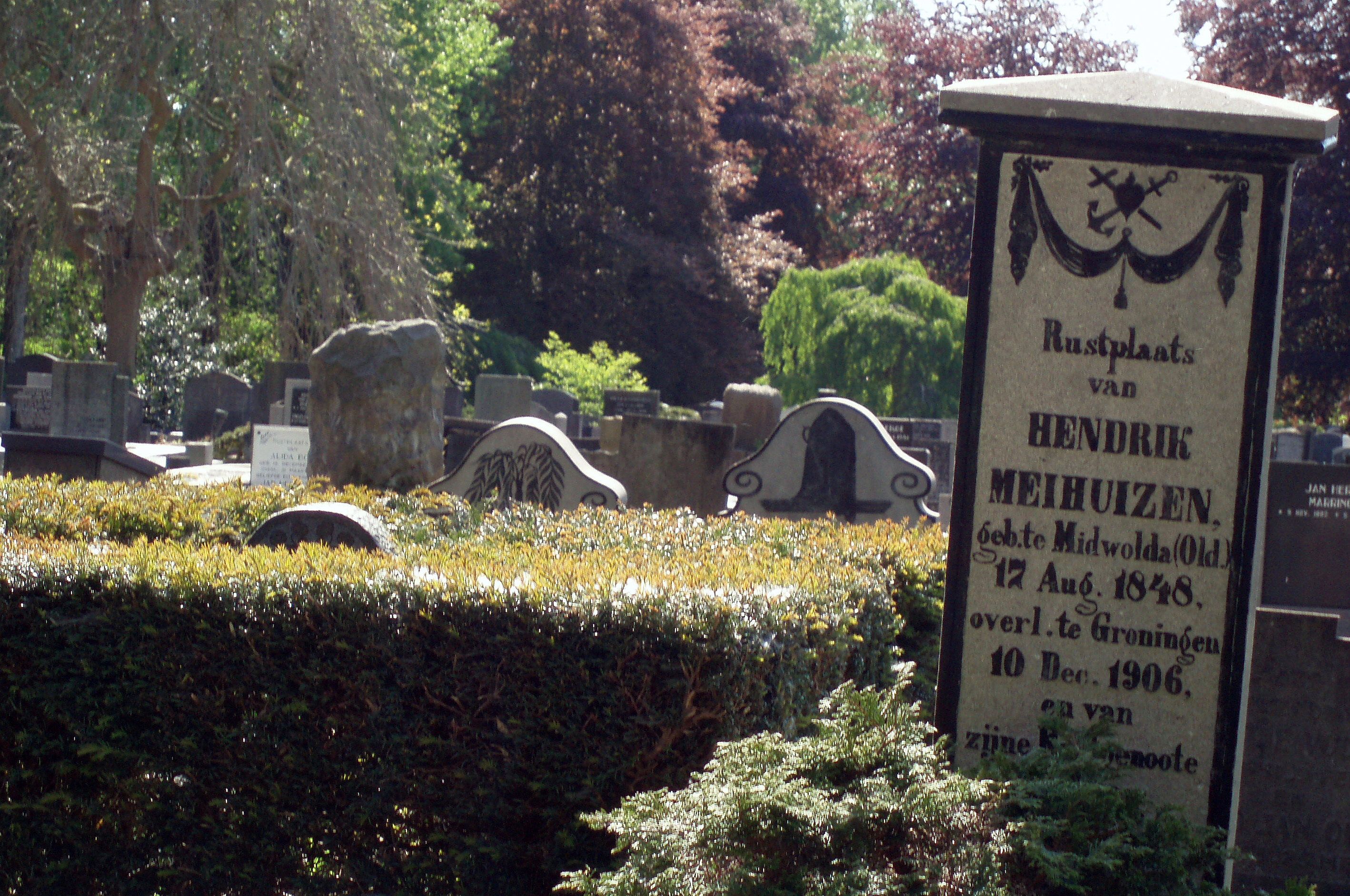
De Noorderbegraafplaats

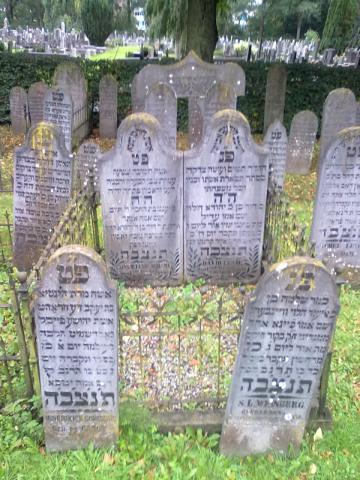
Joodse graven op de Joodse begraafplaats

De Noorderbegraafplaats (1827) is een algemene begraafplaats in de Nederlandse stad Groningen.
Na de Groninger ziekte die in 1826 heerste in de stad, werd besloten voortaan buiten de poorten van Groningen te begraven. Tegelijkertijd met de Zuiderbegraafplaats aan de Hereweg werd aan de Moesstraat de Noorderbegraafplaats aangelegd. De begraafplaats is sober van opzet, met een rechte hoofdlaan en haaks daarop staande zijpaden.
Een apart deel van de begraafplaats werd van 1827 tot 1909 gebruikt als Joodse begraafplaats. Er staan 906 stenen op dit deel. In 1909 werd een nieuwe begraafplaats aan de Iepenlaan in gebruik genomen. Zowel aan de Iepenlaan als aan de Moesstraat staat een monument, voorzien van een gedicht van stadsdichter Ronald Ohlsen.

## Hier begraven
- Dinie Aikema (1917–1945), verzetsstrijdster
- Harm Engbert Blaauw (1918–1945), verzetsstrijder
- Gerrit Boekhoven (1912–1945), verzetsstrijder
- Pieter Roelf Bos (1847–1902), onderwijzer, stelde de Bosatlas samen
- Bernardus Bueninck (1864–1933), kunstenaar
- Lucas Drewes (1870–1969), architect
- Petrus Driessen (1753–1828), scheikundige en hoogleraar aan de Universiteit van Groningen [1]
- Hartog Jacob Hamburger (1859–1924), hoogleraar aan de Universiteit van Groningen
- Beno Hofman (1954–2023), historicus en televisiepresentator
- Harmannus Simon Kamminga (1850–1933), ondernemer en stichter van het H.S. Kammingafonds
- Herman Isidor Oppenheim (1865-1939), drukker en uitgever
- Samuel Juda Oppenheim (1788-1873), koopman
- Roelof van Wering (1873–1918), arts en burgemeester van Oude Pekela
- Albertus Zijlstra (1874–1964), onderwijzer en politicus

## Grafmonumenten

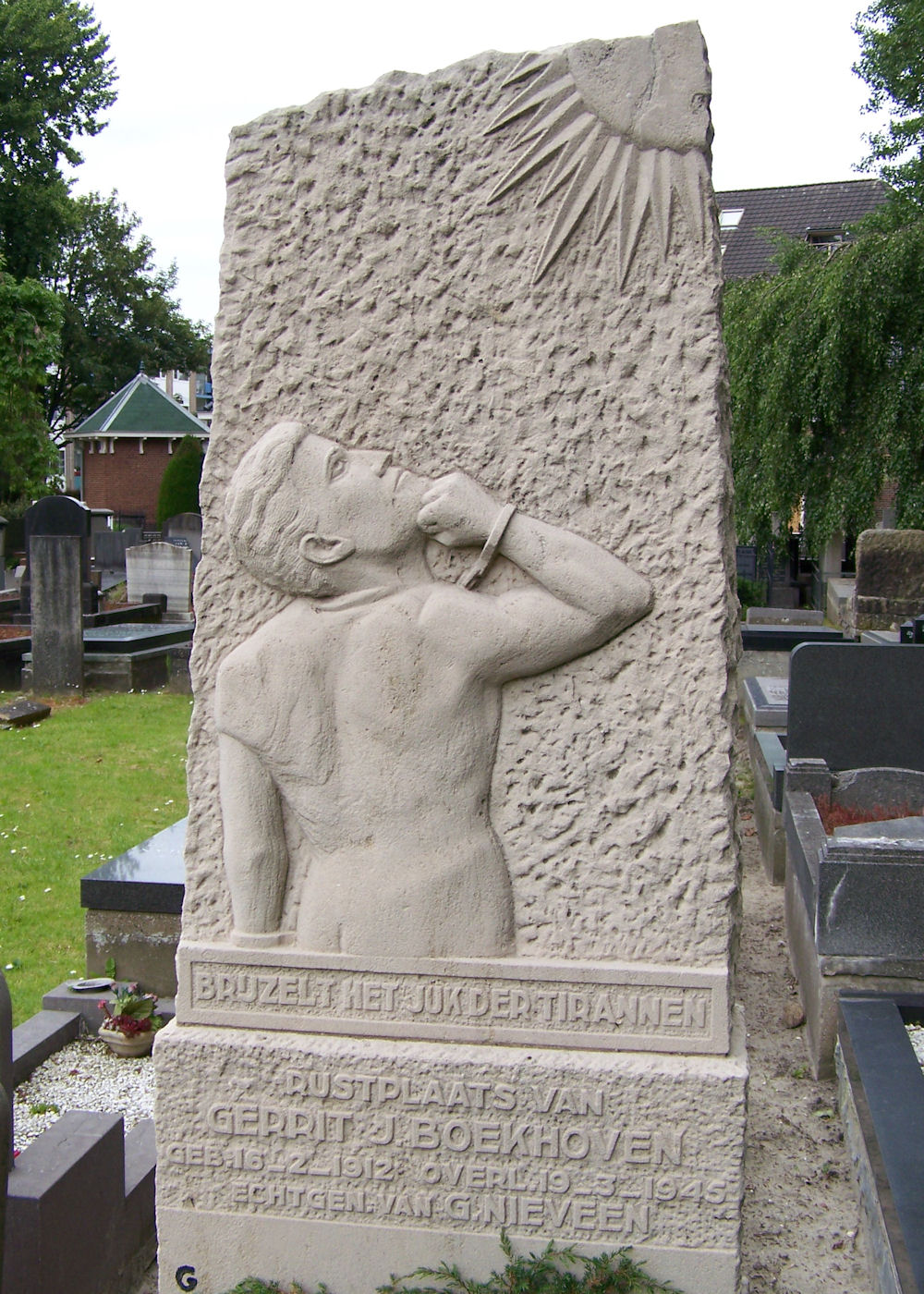
Gerrit Boekhoven
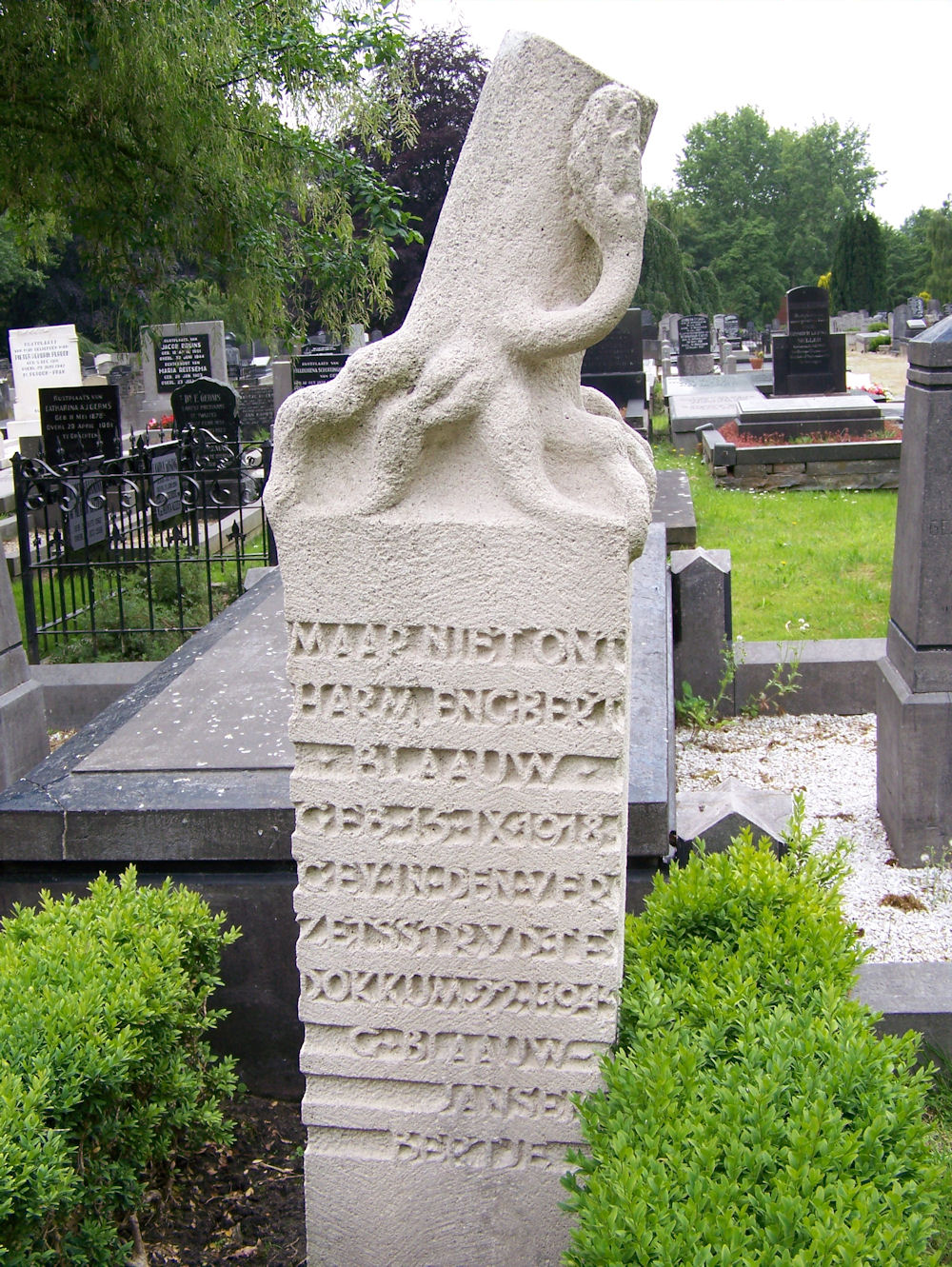
Harm Engbert Blaauw, monument van Willem Valk
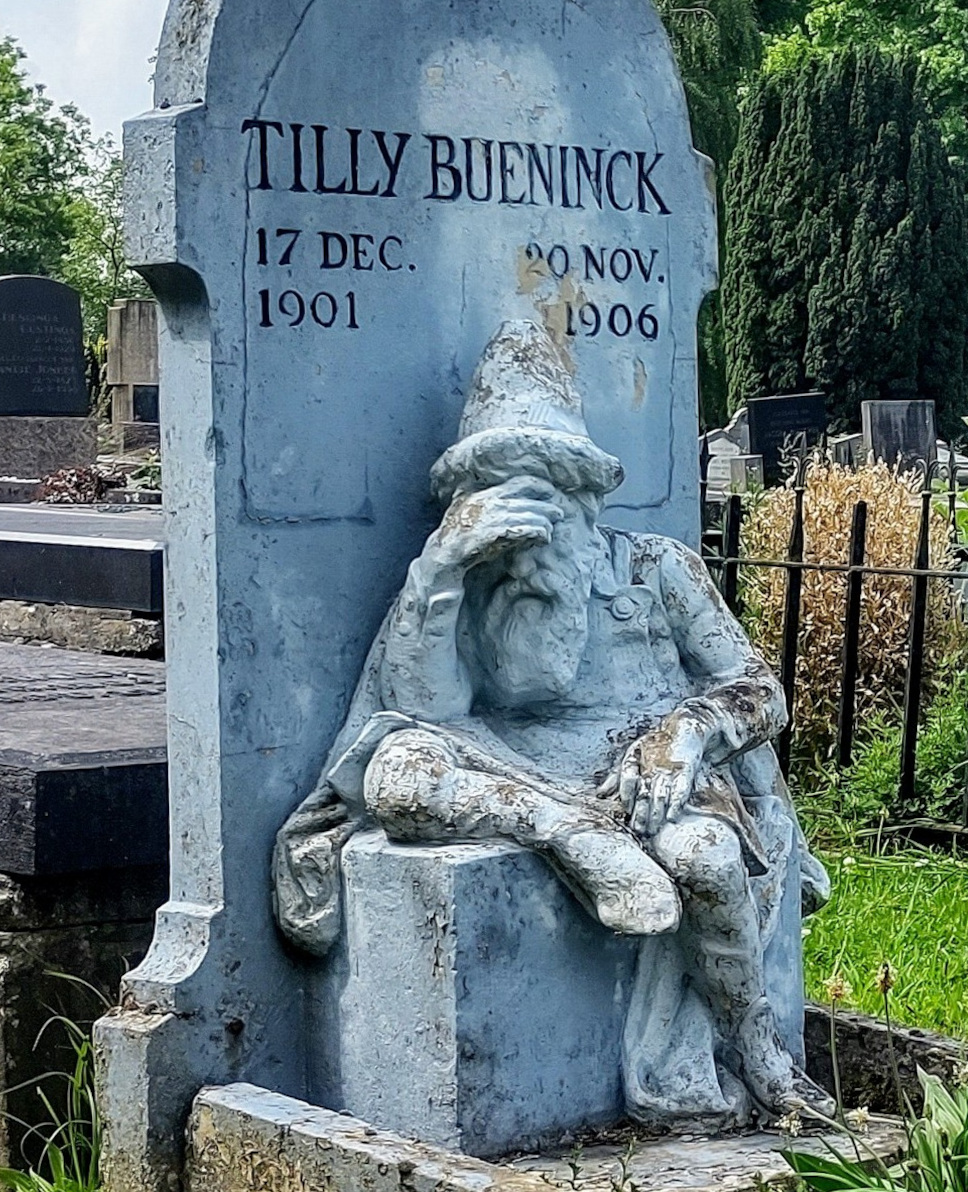
Monument voor Tilly Bueninck, dochter van Bernardus Bueninck die waarschijnlijk het beeld vervaardigde